# Дрольсгаген
Дрольсгаген (нім. Drolshagen) — місто в Німеччині, знаходиться в землі Північний Рейн-Вестфалія. Підпорядковується адміністративному округу Арнсберг. Входить до складу району Ольпе.
Площа — 67,12 км2. Населення становить 11 640 ос. (станом на 31 грудня 2020).